# 1993 DV
1993 DV är en asteroid i huvudbältet som upptäcktes den 21 februari 1993 av de båda japanska astronomerna Seiji Ueda och Hiroshi Kaneda i Kushiro.
Asteroiden har en diameter på ungefär 4 kilometer.